# Tim Lobinger
Tim Lobinger (Rheinbach, 3 settembre 1972 – Monaco di Baviera, 16 febbraio 2023) è stato un astista tedesco.
Aveva un primato personale di 6,00 m. 

## Biografia
Atleta dalle enormi potenzialità (nel 2002, con 5,90 m fu il capofila delle liste mondiali stagionali), non si aggiudicò mai medaglie olimpiche nonostante 4 partecipazioni a partire da Atlanta 1996. Neanche ai Mondiali ottenne risultati di rilievo.
Riportò invece buone prestazioni alle manifestazioni indoor (sia mondiali che europei) e ai Campionati europei di atletica leggera.
Il 4 luglio 2009 ai trials tedeschi di Ulm con 5,70 m aveva ottenuto il minimo IAAF per i Campionati del mondo di atletica leggera di Berlino, ma essendosi piazzato al 4º posto rimase escluso dal terzetto che rappresentò la Germania nel salto con l'asta ai mondiali casalinghi, a vantaggio di Alexander Straub, Malte Mohr e Tobias Scherbarth. Nella gara di Ulm aveva preceduto Mohr (solo 10º, ma primatista stagionale tedesco con 5,80 m) ed era giunto a pari misura con altri tre atleti (tra i quali Björn Otto, anch'egli tuttavia escluso dalla squadra per Berlino), ma solo al 3º tentativo.
La stagione 2011 vide il quasi trentanovenne Lobinger ancora in attività, ed ai Campionati europei di atletica leggera indoor 2011, il 4 marzo, egli si qualificò per la finale saltando la misura di 5,65 m al 1º tentativo.
Dal 1º luglio 2012 fu il preparatore atletico del RB Lipsia.
Lobinger è morto nel 2023, per leucemia.

## Vita privata
Si sposò e divorziò due volte. Ebbe tre figli, tra cui il calciatore Lex-Tyger Lobinger.

## Palmarès
| Anno | Manifestazione    | Sede              | Evento           | Risultato      | Prestazione | Note |
| ---- | ----------------- | ----------------- | ---------------- | -------------- | ----------- | ---- |
| 1990 | Mondiali juniores | Plovdiv           | Salto con l'asta | 20º            | 4,70 m      |      |
| 1993 | Mondiali          | Stoccarda         | Salto con l'asta | 32º            | 5,35 m      |      |
| 1994 | Europei indoor    | Parigi            | Salto con l'asta | Qualificazione | nm          |      |
| 1994 | Europei           | Helsinki          | Salto con l'asta | 21º            | 5,40 m      |      |
| 1995 | Mondiali indoor   | Barcellona        | Salto con l'asta | 18º            | 5,50 m      |      |
| 1995 | Mondiali          | Göteborg          | Salto con l'asta | 11º            | 5,40 m      |      |
| 1996 | Europei indoor    | Stoccolma         | Salto con l'asta | 6º             | 5,65 m      |      |
| 1996 | Giochi olimpici   | Atlanta           | Salto con l'asta | 7º             | 5,80 m      |      |
| 1997 | Mondiali indoor   | Parigi            | Salto con l'asta | 5º             | 5,75 m      |      |
| 1997 | Mondiali          | Atene             | Salto con l'asta | 4º             | 5,80 m      |      |
| 1998 | Europei indoor    | Valencia          | Salto con l'asta | Oro            | 5,80 m      |      |
| 1998 | Europei           | Budapest          | Salto con l'asta | Argento        | 5,81 m      |      |
| 1999 | Mondiali          | Siviglia          | Salto con l'asta | 6º             | 5,70 m      |      |
| 2000 | Europei indoor    | Gand              | Salto con l'asta | Finale         | nm          |      |
| 2000 | Giochi olimpici   | Sydney            | Salto con l'asta | 13º            | 5,50 m      |      |
| 2002 | Europei indoor    | Vienna            | Salto con l'asta | Oro            | 5,75 m      |      |
| 2002 | Europei           | Monaco di Baviera | Salto con l'asta | Bronzo         | 5,80 m      |      |
| 2003 | Mondiali indoor   | Birmingham        | Salto con l'asta | Oro            | 5,80 m      |      |
| 2003 | Mondiali          | Parigi            | Salto con l'asta | 5º             | 5,80 m      |      |
| 2004 | Mondiali indoor   | Budapest          | Salto con l'asta | 5º             | 5,70 m      |      |
| 2004 | Giochi olimpici   | Atene             | Salto con l'asta | 11º            | 5,55 m      |      |
| 2005 | Europei indoor    | Madrid            | Salto con l'asta | Bronzo         | 5,80 m      |      |
| 2005 | Mondiali          | Helsinki          | Salto con l'asta | 5º             | 5,50 m      |      |
| 2006 | Mondiali indoor   | Mosca             | Salto con l'asta | Bronzo         | 5,60 m      |      |
| 2006 | Europei           | Göteborg          | Salto con l'asta | Argento        | 5,65 m      |      |
| 2007 | Europei indoor    | Birmingham        | Salto con l'asta | 5º             | 5,51 m      |      |
| 2007 | Mondiali          | Osaka             | Salto con l'asta | 8º             | 5,81 m      |      |
| 2008 | Mondiali indoor   | Valencia          | Salto con l'asta | 5º             | 5,70 m      |      |
| 2008 | Giochi olimpici   | Pechino           | Salto con l'asta | 16º            | 5,55 m      |      |
| 2011 | Europei indoor    | Parigi            | Salto con l'asta | 8º             | 5,41 m      |      |

## Altre competizioni internazionali
1994
- Coppa Europa di atletica leggera ( Birmingham)

1995
- Coppa Europa di atletica leggera ( Villeneuve d'Ascq)

1996
- Coppa Europa di atletica leggera ( Madrid)

2002
- Coppa Europa di atletica leggera ( Annecy)